# WarnerMedia
WarnerMedia (до 2018 года — Time Warner Inc.) — бывший американский конгломерат средств массовой информации и развлечений. Компания Time Warner образовалась путём слияния Warner Communications Inc. и Time Inc. в 1990 году и последующего объединения с интернет-гигантом AOL Inc. в 2001 году, а в 2009 году AOL вновь стала независимой после выделения из состава медиахолдинга Time Warner. Отделение AOL было официально завершено 9 декабря. 22 октября 2016 года AT&T объявила о своем намерении приобрести компанию Time Warner за $108,7 млрд (с учётом долга Time Warner). Сделка о слиянии была совершена 21 июня 2018 года.
Являлась крупнейшей в таких сферах, как кино, телевидение, интернет, телекоммуникации. Среди основных компаний, входивших в Time Warner, были: Warner Bros. Entertainment, CNN, HBO, TBS, Turner Network Television, HBO Max и The CW Television Network.
После покупки американской телекоммуникационной компанией AT&T за $85 млрд, в ходе глобального ребрендинга с 2018 года название было изменено на WarnerMedia.
С 16 мая 2021 года AT&T вела переговоры с Discovery, Inc. об объединении WarnerMedia и Discovery в новую компанию Warner Bros. Discovery. Сделка была закрыта 8 апреля 2022 года.

## История

### Time Warner и Time Warner Entertainment (1990—2001)
В 1993 году US West объединилась с Time Warner, образовав компанию TW Telecom, которая изначально была известна как Time Warner Communications (также использовалась как торговая марка для кабельного оператора, ранее работавшего под названием ATC). US West также получила 26 % акций в развлекательной части компании, назвав это подразделение Time Warner Entertainment. В конечном итоге доля US West перешла к приобретенной кабельной компании MediaOne, затем к AT&T Broadband в 1999 году, когда эта компания приобрела MediaOne, и, наконец, к Comcast в 2001 году, когда эта компания купила подразделение AT&T Broadband. Comcast продала свою долю в компании в 2003 году, переименовав её в подразделение Time Warner Cable.
10 октября 1996 года Time Warner приобрела компанию Turner Broadcasting System (Turner), которая была основана Тедом Тёрнером. Это не только привело к тому, что компания вновь вошла в индустрию базового кабельного телевидения (в отношении каналов, доступных на национальном уровне), но и к тому, что Warner Bros. вернула права на свою фильмотеку до 1950 года, которая к тому времени принадлежала Turner (технически фильмы по-прежнему принадлежат Turner, но WB отвечает за продажи и распространение), в то время как Turner получила доступ к библиотеке WB после 1950 года, а также к другой собственности, принадлежащей WB. Сделка с Turner также привела две отдельные кинокомпании, New Line Cinema и Castle Rock Entertainment, в собственность Time Warner.
Time Warner завершила покупку тематических парков Six Flags в 1993 году после приобретения половины компании в 1991 году, что спасло её от финансовых проблем. 1 апреля 1998 года компания была продана оператору тематических парков Premier Parks из Оклахомы.
Дик Парсонс, который уже был директором в совете директоров с 1991 года, был нанят на должность президента Time Warner в 1995 году, хотя операционные руководители подразделений продолжали подчиняться непосредственно председателю и генеральному директору Джеральду Левину.
В 1991 году HBO и Cinemax стали первыми платными услугами премиум-класса, предлагающими мультиплексирование для кабельных клиентов, с сопутствующими каналами, дополняющими основные сети. В 1993 году HBO стала первой в мире телевизионной службой с цифровой передачей. В 1995 году CNN представила сайт CNN.com, который впоследствии стал ведущим направлением для глобальных цифровых новостей, как онлайн, так и мобильных. В 1996 году компания Warner Bros. выступила инициатором внедрения DVD, который постепенно заменил кассеты VHS в качестве стандартного формата домашнего видео в конце 1990-х и начале-середине 2000-х годов. В 1999 году HBO стала первой национальной сетью кабельного телевидения, транслировавшей версию своего канала в высоком разрешении.

### AOL Time Warner (2001—2003)
В январе 2000 года компания AOL заявила о своем намерении приобрести Time Warner за 164 миллиарда долларов. Из-за большей рыночной капитализации AOL её акционерам принадлежало 55 % акций новой компании, в то время как акционеры Time Warner владели только 45 %, поэтому на практике AOL слилась с Time Warner, хотя Time Warner имела гораздо больше активов и доходов. Time Warner искала способ принять цифровую революцию, в то время как AOL хотела подкрепить цену своих акций более осязаемыми активами.
Сделка, официально оформленная 11 февраля 2000 года, предусматривала структуру слияния, при которой каждая первоначальная компания объединялась с вновь созданным предприятием. Федеральная торговая комиссия одобрила сделку 14 декабря 2000 года, а 11 января 2001 года дала окончательное разрешение; компания завершила слияние в тот же день. В тот же день сделка была одобрена Федеральной комиссией по связи, а 11 октября 2000 года её уже одобрила Европейская комиссия.
AOL Time Warner Inc., как тогда называлась компания, должна была стать слиянием с равным участием топ-менеджеров обеих сторон. Джеральд Левин, занимавший пост председателя совета директоров и генерального директора Time Warner, стал генеральным директором новой компании. Соучредитель AOL Стив Кейс стал исполнительным председателем совета директоров, Роберт В. Питтман (президент и операционный директор AOL) и Дик Парсонс (президент Time Warner) — соглавными операционными директорами, а Дж. Майкл Келли (финансовый директор AOL) — главным финансовым директором.

По словам президента и главного операционного директора AOL Боба Питтмана, медлительная Time Warner с ускорением от AOL взлетит со скоростью Интернета: «Все, что вам нужно сделать, это внести катализатор в Time Warner, и за короткий период вы сможете изменить темпы роста. Темпы роста будут как у интернет-компании». Видение будущего Time Warner казалось ясным и понятным: присоединившись к AOL, Time Warner сможет проникнуть в дома десятков миллионов новых клиентов. AOL использовала бы высокоскоростные кабельные линии для доставки своим подписчикам фирменных журналов, книг, музыки и фильмов Time Warner. Это позволило бы создать 130 миллионов подписных отношений.
Однако рост и прибыльность подразделения AOL застопорились из-за рекламы и потери доли рынка в связи с ростом числа высокоскоростных широкополосных провайдеров. Стоимость подразделения America Online значительно снизилась, в отличие от рыночной оценки аналогичных независимых интернет-компаний, которая резко упала, и вынудила списать гудвилл, в результате чего AOL Time Warner отчиталась об убытках в размере 99 миллиардов долларов в 2002 году — на тот момент это был самый большой убыток, когда-либо зафиксированный компанией. Общая стоимость акций AOL впоследствии снизилась с $226 млрд до примерно $20 млрд.
Высказывание вице-председателя Теда Тёрнера на заседании совета директоров побудило Стива Кейса связаться с каждым из директоров и потребовать отставки генерального директора Джеральда Левина. Хотя попытка переворота Кейса была отбита Парсонсом и несколькими другими директорами, Левин был разочарован тем, что не смог «восстановить ритм» в объединённой компании, и подал заявление об отставке осенью 2001 года, вступившее в силу в мае 2002 года. Хотя содиректор Боб Питтман был самым сильным сторонником Левина и рассматривался как претендент на его место, вместо него генеральным директором был выбран Дик Парсонс. Финансовый директор Time Warner Дж. Майкл Келли был понижен до должности операционного директора подразделения AOL и заменен финансовым директором Уэйном Пейсом. Председатель и генеральный директор AOL Барри Шулер был смещен со своего поста и назначен руководителем нового «подразделения по созданию контента», а его место на временной основе занял Питтман, который после повышения Парсонса уже исполнял обязанности единственного главного операционного директора.
Многие из ожидаемых синергий между AOL и другими подразделениями Time Warner так и не были реализованы, поскольку большинство подразделений Time Warner считались независимыми вотчинами, которые редко сотрудничали до слияния. Новая программа поощрения, в которой опционы предоставлялись в зависимости от результатов деятельности AOL Time Warner, заменяя денежные премии за результаты работы собственного подразделения, вызвала недовольство руководителей подразделений Time Warner, которые обвиняли подразделение AOL в том, что оно не оправдало ожиданий и потянуло за собой объединённую компанию. Главный операционный директор AOL Time Warner Питтман, ожидавший, что подразделения будут тесно сотрудничать в направлении конвергенции, вместо этого столкнулся с серьёзным сопротивлением со стороны многих руководителей подразделений, которые также критиковали Питтмана за то, что он придерживался оптимистичных целей роста для AOL Time Warner, которые так и не были достигнуты. Некоторые из нападок на Питтмана, как сообщалось, исходили от представителей печатных СМИ в подразделении Time, Inc. под руководством Дона Логана. Кроме того, демократический стиль генерального директора Парсонса не позволял Питтману осуществлять власть над руководителями подразделений «старой гвардии», которые сопротивлялись синергетическим инициативам Питтмана.
Питтман покинул пост операционного директора AOL Time Warner после 4 июля 2002 года, так как, по сообщениям, он выгорел от специального задания AOL и чуть не попал в больницу, был недоволен критикой со стороны руководителей Time Warner и не видел возможности продвинуться по карьерной лестнице, так как Парсонс прочно закрепился на посту генерального директора. Уход Питтмана был воспринят как большая победа руководителей Time Warner, которые хотели отменить слияние. В знак уменьшения значимости AOL для медиаконгломерата, обязанности Питтмана были разделены между двумя ветеранами Time Warner: Джеффри Бьюксом, который был генеральным директором Home Box Office, и Доном Логаном, который был генеральным директором Time. Логан стал председателем вновь созданной группы СМИ и коммуникаций, контролирующей America Online, Time, Time Warner Cable, AOL Time Warner Book Group и подразделение Interactive Video, низведя AOL до уровня простого подразделения конгломерата. Бьюкс стал председателем группы развлечений и сетей, в которую входят HBO, Cinemax, New Line Cinema, The WB, TNT, Turner Networks, Warner Bros. и Warner Music Group. Логан и Бьюкс, которые изначально выступали против слияния, были выбраны потому, что считались самыми успешными операционными руководителями в конгломерате и должны были подчиняться генеральному директору AOL Time Warner Ричарду Парсонсу. Логан, которым в Time Warner в целом восхищались, а в AOL ненавидели за то, что он был корпоративным временщиком, который делал упор на постепенный устойчивый рост и не очень любил рисковать, предпринял попытку очистить AOL от союзников Питтмана.

### Time Warner (2003—2018)
Председатель совета директоров AOL Time Warner Стив Кейс стал ещё более заметным в качестве соруководителя нового комитета по стратегии совета директоров, выступая перед подразделениями с речами о синергизме и перспективах Интернета. Однако под давлением вице-президента по институциональным инвесторам Гордона Кроуфорда, который выстроил ряды несогласных, в январе 2003 года Кейс заявил, что не будет выдвигать свою кандидатуру на переизбрание в качестве исполнительного председателя совета директоров на предстоящем ежегодном собрании, сделав генерального директора Ричарда Парсонса избранным председателем совета директоров. В июле 2003 года компания исключила «AOL» из своего названия и выделила собственность Time-Life под юридическим названием Direct Holdings Americas, Inc.. 24 ноября 2003 года Time Warner объявила о продаже Warner Music Group, в которой выступали такие исполнители, как Мадонна и Принс, группе инвесторов во главе с Эдгаром Бронфманом-младшим и Thomas H. Lee Partners, чтобы сократить долг до 20 миллионов долларов США. Кейс вышел из состава совета директоров Time Warner 31 октября 2005 года. Джефф Бьюкс, который в 2007 году стал генеральным директором Time Warner, назвал слияние с AOL в 2001 году «самой большой ошибкой в истории компании».

### Слияние с Discovery, Inc. (2021—2022)
8 апреля 2022 года. Warner Bros. Discovery была образована в результате отчуждения WarnerMedia компанией AT&T и её слияния с Discovery Inc.

## Подразделения
Деятельность компании WarnerMedia осуществляется в рамках следующих пяти основных подразделений:
- WarnerMedia Studios & Networks — включает в себя разработку, производство и программирование телевизионных сериалов и кинофильмов. Основным подразделением подразделения является студия кино, телевидения и анимации Warner Bros., в которую также входят Warner Bros. Interactive Entertainment и Warner Bros. Home Entertainment, компания по производству комиксов DC Entertainment и молодёжные или специализированные кабельные сети (Cartoon Network, Adult Swim, Boomerang и Turner Classic Movies). Другие активы включают HBO (а также родственный ему канал Cinemax), оставшиеся бывшие сети Теда Тёрнера (TBS, TNT и TruTV), а также совместно с ViacomCBS 50-процентную долю в The CW Television Network[29].
- WarnerMedia News & Sports, включает в себя всемирные новостные и спортивные сети компании, включая CNN, дочернюю компанию Turner Sports и семейство региональных спортивных сетей AT&T SportsNet[29].
- WarnerMedia Sales and Distribution курирует продажи рекламы, распространение и лицензирование контента компании WarnerMedia в США. В состав подразделения также входит цифровая медиакомпания Otter Media (Fullscreen и Rooster Teeth).
- WarnerMedia Direct отвечает за продукт, маркетинг, привлечение потребителей и глобальное внедрение потокового сервиса HBO Max[29].
- WarnerMedia International курирует некоторые международные вариации внутренних телевизионных каналов компании, а также несколько каналов, ориентированных на конкретные регионы. Эта группа также отвечает за местное исполнение всех линейных бизнесов WarnerMedia, коммерческую деятельность, унаследованные потоковые сервисы, такие как HBO Portugal, HBO Go в некоторых странах, которые ещё не обслуживаются HBO Max, и региональное программирование для HBO Max[29].